# رون بيكرينغ
رون بيكرينغ (بالإنجليزية: Ron Pickering)‏ هو مدرب رياضي بريطاني، ولد في 4 مايو 1930 في حي هكني في لندن في المملكة المتحدة، وتوفي بنفس المكان في 13 فبراير 1991.